# Emigrantes das Ilhas
Emigrantes das Ilhas é um time americano de futebol  baseado em Brockton, Massachusetts, Estados Unidos . Fundada em 1987, a equipe joga na Região I da United States Adult Soccer Association, uma rede de ligas no quinto nível da Pirâmide de Futebol Americano . 
A equipe joga seus jogos em casa no Parmenter Playground em Brockton, Massachusetts .  As cores da equipe são azul e branco. 

## História
O Emigrantes das Ilhas foi fundado em 1987 por membros das comunidades de língua portuguesa em Massachusetts originárias dos Açores ocidentais e Cabo Verde . O time joga na New England Luso American Soccer League, que é membro do grupo de ligas da Região I de United States Adult Soccer Association. Emigrantes foram os campeões da NELASA em 2004 e venceram a Massachusetts State Cup em 2008. 
Emigrantes por pouco não se classificou para a Lamar Hunt U.S. Open Cup em 2007, vencendo o Queen City da National Premier Soccer League antes de cair para o Danbury United na rodada final do torneio regional de qualificação. 
Eles se classificaram para as etapas finais da Lamar Hunt  U.S. Open Cup em 2009, derrotando o New York Pancyprian-Freedoms e o Danbury United, antes de perderem por 3 a 2 após o prorrogação no primeiro turno para os Western Mass Pioneer da USL Second Division .  Os gols do Emigrantes contra o Western Mass foram marcados por Zico Viega e Valdir Fernandes. 

## Estatísticas

### Participações
|  | Participações em 2020 |

| Competição     | Competição               | Temporadas | Melhor campanha      | Estreia | Última | P | R |
| Estados Unidos | Lamar Hunt U.S. Open Cup | 1          | Primeira Fase (2009) | 2009    | 2009   |   | – |